# شرانیش
شرانیش یک منطقهٔ مسکونی در عراق است که در استان دهوک واقع شده‌است. شرانیش ۱٬۰۰۰ نفر جمعیت دارد.